# Gräpel (Estorf)
Gräpel (niederdeutsch Gröpel) ist ein Ortsteil der Gemeinde Estorf im Landkreis Stade in Niedersachsen. Zu Gräpel gehört auch die kleinere Ansiedlung Schönau.

## Geographische Lage
Gräpel liegt zwischen Brobergen im Norden und Behrste im Süden am rechten Ufer der Oste an der Deutschen Fährstraße. Östlich liegt 1 km entfernt der Hauptort Estorf und westlich am anderen Ufer der Oste Ostendorf. Gräpel reicht mit einem kleinen Stück Land auf das andere Ufer der Oste.

## Geschichte

### Mittelalter
In einer Urkunde des Grafen Friedrich von Stade aus den Jahren 1111 bis 1116 über eine Schenkung des Erzbischofs Liemar wird Gräpel unter dem Namen Grupilinga erstmals urkundlich erwähnt.

### Neuzeit
Im Mai 1868 wurden in Gräpel beim Graben im Sand an einer Stelle, wo die Geest unter Wasser in der Oste liegt, ca. 60 cm unter der Erde römische Silbermünzen gefunden. Insgesamt sollen es 100–150 Stück gewesen sein, aber sie wurden alle einzeln verkauft. Fünf Stück davon erwarb der damalige Amtmann vom Amt Himmelpforten, Friedrich Christian Marschalck von Bachtenbrock, und schenkte sie dem Historischen Verein für Niedersachsen. Die Münzen stammten aus der Zeit der Kaiser Vespasian, Trajan, Antoninus Pius und Faustina.

### Stackbuschhafen und Werften
Mit einem der größten Stackbuschhäfen Europas bot Gräpel bis weit in die 1960er Jahre regional ansässigen Binnenschiffern einen Überwinterungsplatz.
Der örtliche Schifferverein pflegt das Andenken an die Tage, als Ewer und Binnenschiffe noch die Versorgung der Region übernahmen.
Gräpel liegt direkt an der Oste, es spielte über rund 200 Jahre neben Bremervörde in dieser Region als Hafen und besonders als Werftstandort eine wichtige Rolle. Gräpel hatte neben zwei kleinen Neubau-Werften (Barthold Siems und Johann Steffens) zwei kleine Reparaturwerften und um 1900 waren hier 18 Reeder beheimatet. Die von Gräpeler Werften gebauten Schiffe wurden vorwiegend an die Schiffer der näheren Umgebung bis Hamburg und Cuxhaven geliefert, die vorwiegend als Eigner fuhren. Die kleineren Schiffe wurden hauptsächlich in der Flussschifffahrt bis Hamburg, Bremen oder Bremervörde genutzt. Zu dieser Zeit spielte für die kleinen Segler besonders im Sommer die Torfschifffahrt eine große Rolle. Die größeren Schiffe dieser Werften wie auch die von tom Wörden wurden auch im Küstenverkehr bis England eingesetzt.

### Regionale Angehörigkeit
Vor 1885 gehörte Gräpel zur Börde Oldendorf im Amt Himmelpforten, nach 1885 zum Kreis Stade und seit 1932 zum jetzigen Landkreis Stade.

### Eingemeindung
Bereits 1910 bildete Gräpel mit dem Gehöft Schönau einen Gemeindeverband.
Am 1. Juli 1972 wurde die Gemeinde Gräpel nach Estorf eingemeindet und in die Samtgemeinde Oldendorf-Himmelpforten eingegliedert.

### Einwohnerentwicklung
| Jahr | Einwohner            |
| ---- | -------------------- |
| 1791 | 24 Feuerstellen      |
| 1824 | 46 Feuerstellen      |
| 1848 | 324 Leute, 56 Häuser |
| 1871 | 392 Leute, 66 Häuser |
| 1910 | 488                  |
| 1939 | 472                  |
| 1961 | 597                  |
| 2012 | 664                  |

### Religion
Gräpel ist evangelisch-lutherisch geprägt und gehört zum Kirchspiel der Martinskirche in Oldendorf.
Für die (wenigen) Katholiken ist die St.-Michaelskirche zuständig, die seit dem 1. September 2010 zur Kirchengemeinde Heilig Geist in Stade gehört.

## Politik

### Wappen
Blasonierung: Das Wappen von Gräpel zeigt auf silbernen Grund einen schwarzen Grapen.
Bedeutung: Der Grapen steht symbolisch für den Ortsnamen.

## Kultur

### Vereine
- Freiwillige Feuerwehr
- Schützenverein (gegr. 1927)
- Schiffereiverein „Freundschaft“ (gegr. 1904)

## Verkehr und Infrastruktur

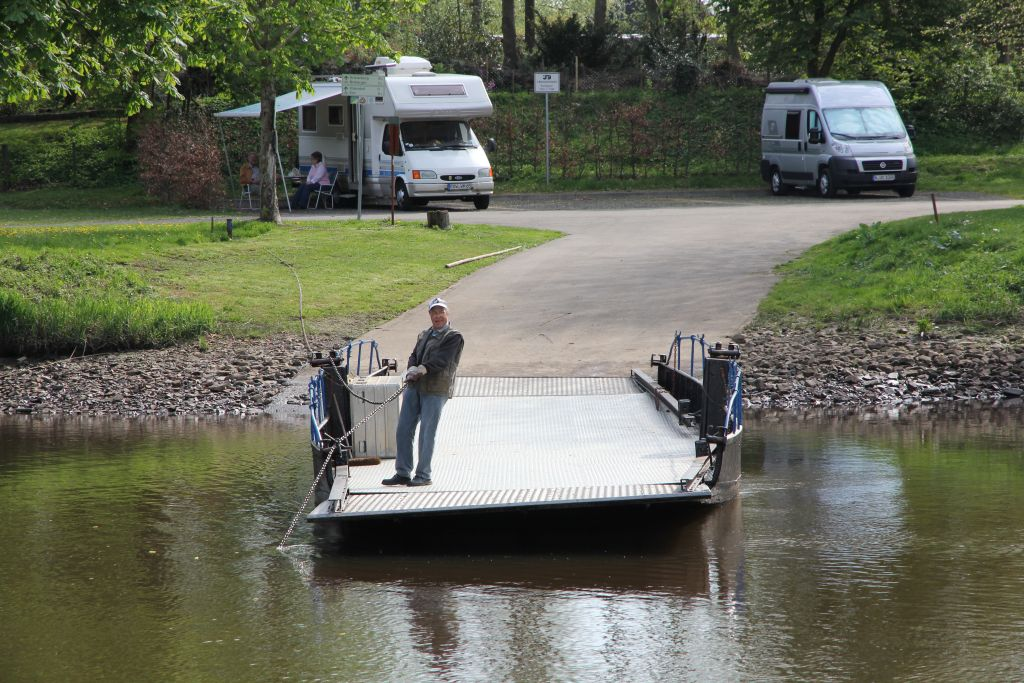
Prahmfähre Gräpel über die Oste

### Verkehr
Die Kreisstraße 82 führt von Gräpel nach Brobergen sowie in die andere Richtung über die Landesstraße 114 nach Behrste und Elm. Über den Dannenkamp ist Gräpel mit Estorf verbunden, das nur einen halben Kilometer entfernt liegt. Verkehr mit der linken Seite der Oste ist nur sporadisch im Sommer über die kleine Ostefähre Gräpel möglich oder über die feste Ostebrücke in Bremervörde.
Der nächste Bahnanschluss besteht im 11 km entfernten Himmelpforten an die Niederelbebahn (Cuxhaven – Hamburg).
Die Buslinie 2027 der KVG Stade führt über Estorf, Himmelpforten und Mittelsdorf nach Stade.
Diese verkehrt jedoch nur selten, und auch nur von Montag bis Samstag.

### Tourismus
Vatertagstouren zum Gräpler Gasthof Plate direkt am Osteufer, wo sich auch die Fähre befindet, sind sehr beliebt. Dort findet zum Abschluss des Vatertags eine Feier mit je nach Witterung bis zu mehreren Tausend Beteiligten statt. Auch bei Radfahrern und Anglern sind Ausflüge nach Gräpel sehr beliebt.

### Bildung
Heute befindet sich in Gräpel keine Schule mehr. Die Grundschule Gräpel wurde in den 1990er Jahren geschlossen. Seither besuchen die Schüler aus Gräpel die Grundschule Estorf. Weiterführende Schulen befinden sich in Oldendorf (Oberschule mit Gymnasialzweig), Stade (Vincent-Lübeck-Gymnasium) und Bremervörde (Gymnasium Bremervörde).

### Unternehmen
In der Ostestraße hatte die Volksbank Fredenbeck-Oldendorf eine Filiale, die 2016 schloss.

### Ver- und Entsorgung
Das Abwasser wird seit September 1991 im Klärwerk Gräpel gereinigt. Das Klärwark wurde 1990/1991 von der ehemaligen Samtgemeinde Oldendorf erbaut und ist für das Abwasser von Gräpel und Estorf zuständig. Das Klärwerk liegt südwestlich des Ortes an der Oste. Zum 1. Januar 2004 hat der Trinkwasserverband Stade die Kläranlage übernommen. Ausgelegt ist die Anlage für 1400 Personen; derzeit sind ca. 1200 angeschlossen.